# 弗雷德里克·瓦伦蒂奇失踪事件
弗雷德里克·瓦伦蒂奇失踪事件發生於1978年10月21日，20歲青年弗雷德里克·瓦伦蒂奇（英語：Frederick Valentich，/ˈvæləntɪtʃ/）駕駛一架塞斯納182型飛機從澳大利亞墨爾本飛往金岛期間，在巴斯海峡上空失蹤。瓦伦蒂奇失蹤前向墨爾本航空管制中心報告有一架飛機在他1,000尺上方盤旋，引擎斷斷續續地運作，最後一句話是「那不是飛機！」。
後來當地收到一些不明飞行物目擊報告，但美联社指交通部懷疑不明飛行物體的說法，一些官方報告認為瓦伦蒂奇當時正在顛倒飛行，迷失方向並看到水面反射飛機的光，或來自其它島嶼的光源，最後墜毀。

## 弗雷德里克·瓦伦蒂奇
弗雷德里克·瓦伦蒂奇有約150飛行小時，擁有四級儀表飛行，能在目視天氣情況下作晚間飛行。由於學歷不足，他兩次投考澳大利亚皇家空军成為機師均被拒於門外。瓦伦蒂奇以兼讀方式考取商用飛行執照，但學業成績甚差，有兩次檢定五科不通過，對上一次的檢定也有三科不通過。瓦伦蒂奇亦有發生過飛行意外，一次因誤入悉尼管制區而收到警告，及兩次蓄意飛進雲層。據其父透露，他是UFO的粉絲以及擔心受到UFO攻擊。

## 事發經過
下午7:06，在4,500尺高空的瓦伦蒂奇向墨爾本航管報告表示有一架不明飛機在同一水平位置。瓦伦蒂奇說他看到一架大型不明飛機，好像有四盞落地燈，無法辨認飛機型號，但之後極高速地飛往他的1,000尺上方。之後瓦伦蒂奇報告該飛機在他的右手方飛近，機師好像在捉弄他。之後飛機在他的上空盤旋，外表是明亮的金屬，會發綠光。瓦伦蒂奇再說引擎出現了問題，最後一句通話是「那不是飛機！」，之後便失蹤了。
事發後當局立即展開海空搜索行動，途經船隻、一架P-3獵戶座海上巡邏機及八架民航機亦有參與。搜索了1,000多平方英里後無果，在10月25日終止行動。

## 可能解釋
有指瓦伦蒂奇自編自導這場失蹤事件：雖然飛行30至45分鐘，但飛機仍有能力續航800多公里，此外當時飛機亦未在雷達上，根本無人知道他是否位於奧特威角附近，及墨爾本警方收到報告指有飛機在奧特威角附近神秘地降落，時間與瓦伦蒂奇失踪的時候相約。
另一可能解釋是他當時迷失方向，并看到水面反射飛機的光，最終墜落在海上。
其它可能解釋是他正在自殺，但其家人指他生活不錯，沒有自殺理由。
2013年經過天文學家和已退美軍飛行員詹姆斯·麦加哈（James McGaha）和作家乔·尼克尔研究對話及其它資料後，認為當時瓦伦蒂奇受到傾斜地平線幻覺影響，使他不經意地下降飛機，造成「死亡盘旋」而非他本身想要的水平盤旋。此舉使燃料流率下降，引致機師所說的引擎斷斷續續運作的問題。他們又指瓦伦蒂奇所看到的光可能是金星、水星、火星和心宿二，而他看到不明飛行物體在盤旋也因為他飛機本身的燈光。

## 不明飛行物體學者
不明飛行物體學者推斷外星生命可能摧毀了他的飛機或绑架了他，而當時亦有人目擊到綠色光在天空不規則地移動，而他正急劇俯衝。不明飛行物體學者認為這些目擊報告十分重要，因為瓦伦蒂奇在無線電中亦有提及綠光。
位於亞利桑那州鳳凰城的地面飛碟體觀察組織指當天由一名途人罗伊·马尼福尔德（Roy Manifold）拍到的照片顯示在奥特韦角燈塔附近有高速移動物體，雖然照片未能確認該物體，但組織認為是一個中等大小的不明飛行物體，被雲狀水汽或廢氣包圍。